# Себеш (Муреш)
Себеш (рум. Sebeș) насеље је у Румунији у округу Муреш у општини Рушиј Мунци. Oпштина се налази на надморској висини од 460 m.

## Историја
Према државном шематизму православног клира Угарске 1846. године у месту "Себешхели" је живело 145 породица, са још 51 филијарном. Православно свештенство чинили су: парох поп Димитрије Поповић и капелан поп Василије Ромозан.

## Становништво
Према подацима из 2002. године у насељу је живело 176 становника, од којих су сви румунске националности.